# Escola Mar Nova
L'Escola Mar Nova és una escola de Premià de Mar d'educació infantil i primària que forma part de la xarxa d'escoles públiques de la Generalitat de Catalunya. Situada al carrer Rafael de Casanova s/n, al barri de Can Pou-Camps de Mar, a l'extrem nord del municipi.

## Història
Va començar a funcionar el curs 2008/2009 amb 3 professionals que van formar un equip directiu interessat en el sistema educatiu basat en el treball per projectes, en què els alumnes han d'acordar i decidir què estudien i per què." Es tracta d'unes innovacions necessàries per ajudar i adequar l'ensenyament als infants nascuts al segle XXI", en termes de l'Escola Pública Rosa Sensat.
En diverses ocasions l'escola es va veure amenaçada que se li retirés la línia de EI-3 argumentant la baixada de la natalitat i que les instal·lacions fossin totalment barracons. En un acte unitari el 31 de gener de 2015 la Plataforma Premià per l'Escola Pública que aplega mares, pares i mestres de tots els centres públics de Premià de Mar va defensar que no es treguin línies de EI3 i que si es treuen no es faci de cap escola pública.

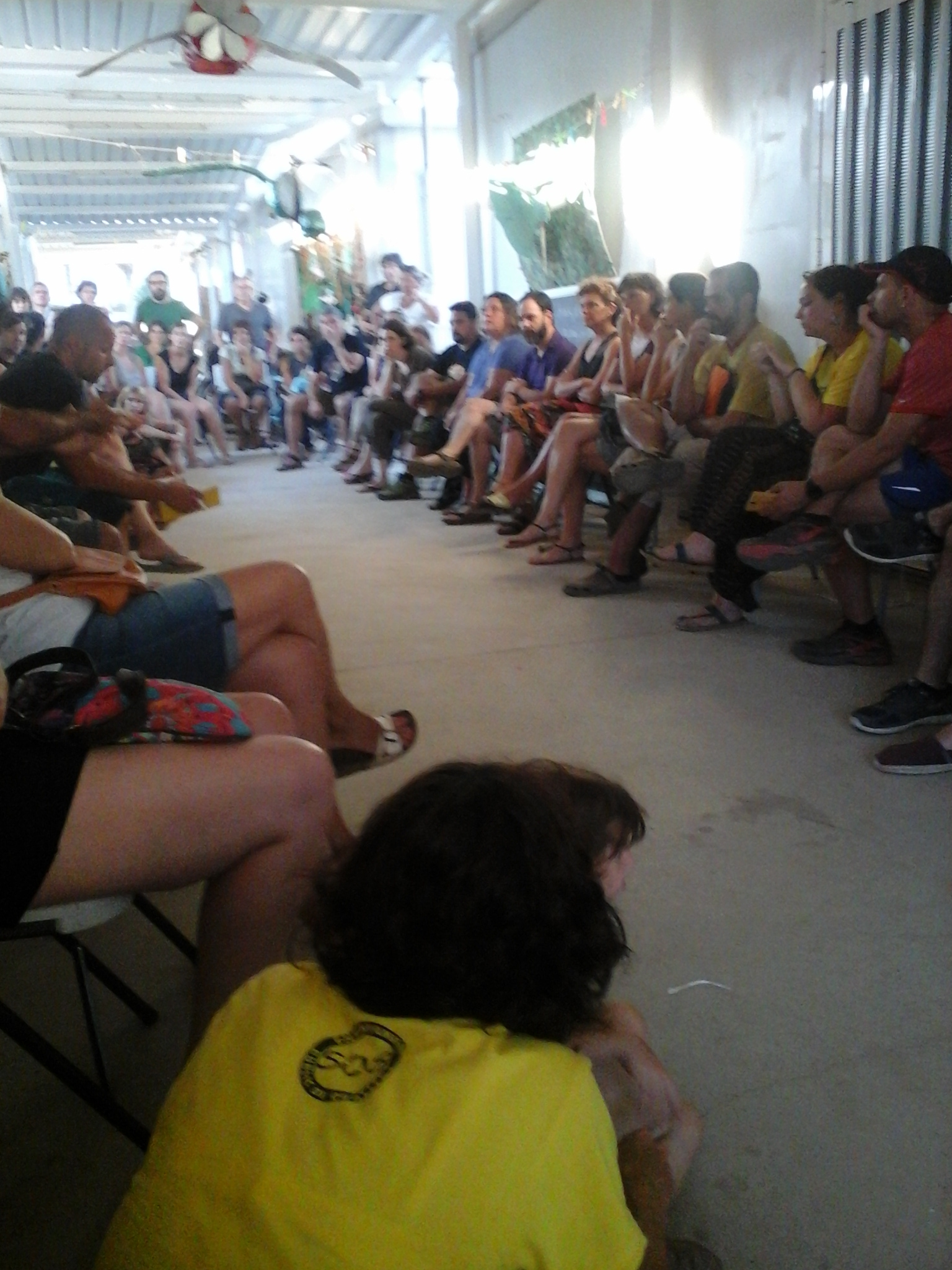
Assemblea de mares i pares durant l'acampada el 20 de juny de 2015

Al curs acadèmic 2014/2015 es va graduar la primera promoció de la Mar Nova, els primers nens i nenes escolaritzats a EI-5 l'any de creació de l'Escola. Al final del mateix curs la directora va dimitir i la fins llavors secretària acadèmica es va postular, amb el suport del claustre, com a nova directora per fer el relleu. Però la inspectora de zona, Margarita Palà, va comunicar als professors el nomenament d'un director extern a l'equip de mestres. Això va motivar les mobilitzacions dels pares i mares que havien escollit l'escola pel seu projecte educatiu i que a partir del 19 de juny van acampar a l'escola reclamant mantenir el projecte i que la direcció estigués en mans de l'equip de mestres del centre que havia impulsat el projecte pedagògic des del començament. En paral·lel els pares van entrar per registre 104 instàncies als Serveis Territorials d'Ensenyament de Mataró donant suport a la direcció proposada pel claustre i demanant mantenir el projecte pedagògic. El mateix dia a la tarda, responent a una petició dels parlamentaris de ICV-EiUA, membres de l'AMPA van tenir una reunió amb la consellera Irene Rigau, que no es va mostrar disposada acceptar les seves peticions i els va manifestar la intenció de mantenir el nomenament d'un director extern. Els pares van sortir molt decebuts d'aquesta entrevista. Tots els grups polítics municipals (Crida Premianenca, Ciutadans, ERC, PSC, ICV-EUiA i PP) menys CiU van donar suport a les peticions dels pares, tot i que l'alcalde Miquel Buch es va mostrar disposat a posar-se al costat de l'escola "si en algun moment estigués en perill".
Buscant una posició de diàleg davant la que consideraven una posició intransigent per part de la conselleria el dia 21 de juny l'assemblea de mares i pares va canviar la seva proposta per la de configurar una direcció col·legiada a l'escola integrada d'una banda per membres de la direcció anterior a càrrec de la part pedagògica des de la direcció i cap d'estudis, i de l'altra per la persona proposada pel departament amb un rol més organitzatiu des de la secretaria acadèmica. Els pares van demanar la mediació de l'alcalde, Miquel Buch, per fer arribar la proposta a la consellera Irene Rigau. Després de reunir-se amb Cesc Torner, candidat a director per part de la inspecció, i de parlar amb l'equip de mestres el dia 22 l'assemblea de mares i pares va aixecar l'acampada el dia 23 de juny. El dia 25, juntament amb l'Assemblea Groga del Maresme, van traslladar la protesta davant de la seu dels Serveis Territorials d'Ensenyament de Mataró, on van presentar 200 signatures de suport al projecte pedagògic. També van demanar la dimissió del delegat de zona Josep Vicent García Caurín per les seves actuacions que consideren autoritàries i la imposició de directors en escoles amb projectes innovadors com la Mar Nova a Premià de Mar o l'Escola Mas Maria a Cabrils.

## Metodologia
Els alumnes d'educació primària de l'Escola Mar Nova desenvolupen i incorporen els seus aprenentatges a través de racons temàtics, d'exposicions orals individuals, i treballs cooperatius transversals. Tot plegat utilitzant materials en suport digital, i amb una gran participació i cooperació per part dels infants. Les mares i pares poden participar en els racons setmanals, en l'hort de l'escola i en alguns projectes.
Fa gairebé una dècada que a l'Escola Mar Nova aquests professionals del món de l'Educació elaboren també materials en suport paper per a complementar el currículum a la mida de cada alumne. Són funcionaris públics que han innovat i reconduït el projecte constantment, durant tots aquests anys, la qual cosa és mostra del seu gran compromís i implicació.
Actualment els jesuïtes desenvolupen el seu Horitzó 2020, projecte on adopten aquest mateix sistema educatiu:
"Crear la nova escola i fer-ho totes i tots junts, aquest és l'objectiu de l'HORITZÓ 2020. Una nova escola que desenvolupa i implementa un nou model pedagògic, la Ratio Studiorum del segle xxi, basat en els principis i valors de la pedagogia ignasiana i en el diàleg permanent amb els darrers avenços de la pedagogia, la psicologia i les neurociències, per educar amb èxit en la realitat i el futur del segle XXI"